# Фільмографія Тома Генкса

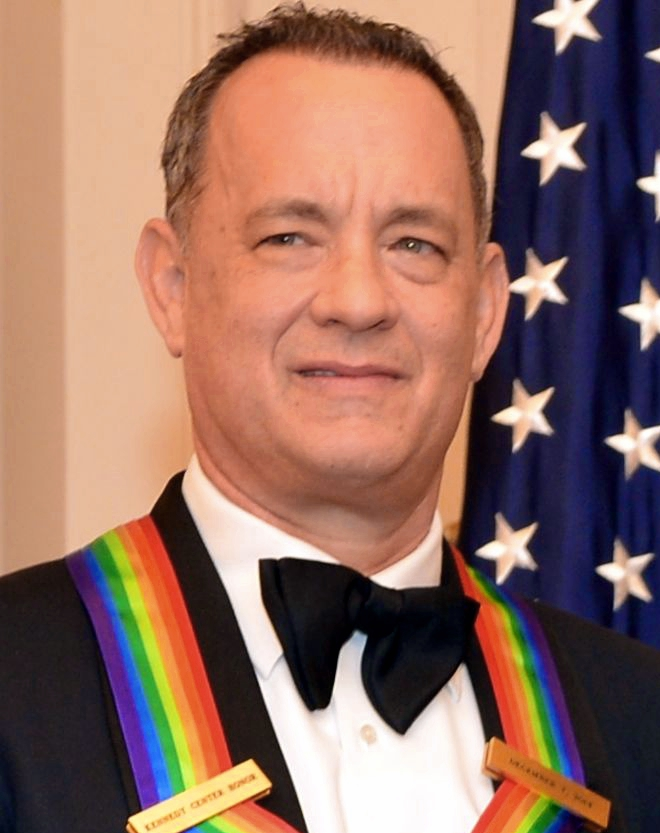
Том Генкс після отримання нагороди центру імені президента Джона Ф. Кеннеді в грудні 2014 року

Фільмографія Тома Генкса, американського актора (в тому числі актора озвучування), продюсера, сценариста і режисера, включає в себе роботу в кінематографі та на телебаченні, а також участь в музичних відеокліпах і соціальних рекламних роликах. За свою кар'єру Том Генкс отримав велику кількість нагород та номінацій.
Професійний акторський деб'ют Тома відбувся в Театрі Великих Озер, де Генкс зіграв Груміо в п'єсі "Приборкання норовливої" (1977). Незабаром актор здійснив свій деб'ют на великому екрані з незначною роллю в фільмі жахів «Він знає, що ви одні» (1980). В тому ж році Генкс з'явився в телесеріалі «Bosom Buddies». Його роль в ньому призвела до гостьових появ в різноманітних довготриваючих телевізійних шоу, в тому числі в серіалі «Щасливі дні». Поява Генкса в шоу спонукала режисера Рона Ховарда взяти Тома на головну роль в фентезійній романтичній комедії «Сплеск» (1984). Його проривною роллю стала участь в комедії «Великий» (1988), за яку актор отримав свою першу номінацію на премію «Оскар» за найкращу чоловічу роль.
В 1993 році Том Генкс знявся разом з Мег Раян в романтичній комедії режисера Нори Ефрон «Несплячі в Сієтлі». Пізніше в тому ж році він зіграв роль адвоката-гея, що страждає ВІЛ/СНІДом і бореться з дискримінацією в своїй юридичній фірмі, в драмі «Філадельфія». За свою роботу Генкс отримав свою першу премію «Оскар» за найкращу чоловічу роль. За цим знявся у романтичній трагікомедії «Форрест Ґамп» (1994), за яку отримав другу підряд премію «Оскар» за найкращу чоловічу роль, ставши таким чином другим в історії чоловіком з цим досягненням, після аналогічного подвигу Спенсера Трейсі в 1938—1939 роках. 1995 року Генкс зіграв астронавта Джеймса Ловелла в історичній драмі Рона Ховарда «Аполлон-13» і озвучив шерифа Вуді в мультфільмі «Історія іграшок».
Генкс деб'ютував в якості режисера і сценариста в музичній комедії 1996 року «Те, що ти робиш». Пізніше в тому ж році він разом з Гарі Гоецманом заснував свою продюсерську компанію Playtone. 1998 року Генкс спродюсував мінісеріал-докудраму «Із Землі на Місяць», який був удостоєний премії «Еммі» і знявся в епічному воєнному фільмі режисера Стівена Спілберга «Врятувати рядового Раяна», який приніс Тому Генксу четверту номінацію на премію «Оскар» за найкращу чоловічу роль. Пізніше в тому ж році він воз'єднався з Мег Райан в другій постановці Нори Ефрон — «Вам лист». 2000 року Генкс знявся в фільмі «Вигнанець», який приніс йому премію «Золотий глобус» за найкращу чоловічу роль в драматичному фільмі і п'яту номінацію на премію «Оскар» за найкращу чоловічу роль. 2001 року Том Генкс спродюсував міні-серіал «Брати по зброї», удостоєний премії «Еммі», і романтичну комедію «Моє велике грецьке весілля». В наступному році, у віці 45 років, Генкс став наймолодшою людиною, що отримала премію Американського інституту кіномистецтва за прижиттєві досягнення.
В 2006 році він зіграв професора Роберта Ленґдона в екранізації Рона Ховарда однойменного бестселера Дена Брауна «Код да Вінчі». Два роки потому Генкс став продюсером музичної комедії «Мамма Mia!» (2008) і міні-серіалу Джон Адамс (2008). Генкс деб'ютував на Бродвеї в 2013 році в п'єсі Ефрон «Щасливий хлопець», яка принесла актору номінацію на премію «Тоні» за найкращу чоловічу роль в п'єсі. Том виконав роль телеведучого Фреда Роджерса в драмі 2019 року «Чудовий день у нашому районі», за яку отримав номінації на найкращу чоловічу роль другого плану на преміях «Оскар», BAFTA і «Золотий глобус».

## Кіно
| Рік  | Назва                                  | Назва                                               | Участь | Участь   | Участь               | Участь | Джерело       |
| Рік  | Українською                            | Оригінальна                                         | Актор  | Продюсер | Інше                 | Роль | Джерело       |
| ---- | -------------------------------------- | --------------------------------------------------- | ------ | -------- | -------------------- | --- | ------------- |
| 1980 | Він знає, що ви одні                   | He Knows You're Alone                               | Так    | Ні       | Ні                   | Еліот | [ 2 ]         |
| 1984 | Сплеск                                 | Splash                                              | Так    | Ні       | Ні                   | Аллан Бауер | [ 3 ]         |
| 1984 | Холостяцька вечірка                    | Bachelor Party                                      | Так    | Ні       | Ні                   | Рік Гесско | [ 22 ]        |
| 1985 | Чоловік у червоному черевику           | The Man with One Red Shoe                           | Так    | Ні       | Ні                   | Річард Харлан Дрю | [ 23 ]        |
| 1985 | Добровольці                            | Volunteers                                          | Так    | Ні       | Ні                   | Лоренс Вотл Борн III | [ 24 ]        |
| 1986 | Прірва                                 | The Money Pit                                       | Так    | Ні       | Ні                   | Волтер Філдінг-молодший | [ 25 ]        |
| 1986 | Нічого спільного                       | Nothing in Common                                   | Так    | Ні       | Ні                   | Девід Баснер | [ 26 ]        |
| 1986 | Ми завжди кажемо до побачення          | Every Time We Say Goodbye                           | Так    | Ні       | Ні                   | Девід Бредлі | [ 27 ]        |
| 1987 | Мережі зла                             | Dragnet                                             | Так    | Ні       | Ні                   | Детектив Пеп Стрібек | [ 28 ]        |
| 1988 | Великий                                | Big                                                 | Так    | Ні       | Ні                   | Джош Баскін (тридцятирічний) | [ 29 ]        |
| 1988 | Родзинка                               | Punchline                                           | Так    | Ні       | Ні                   | Стів Гольден | [ 30 ]        |
| 1989 | Передмістя                             | The 'Burbs                                          | Так    | Ні       | Ні                   | Рей Пітерсон | [ 31 ]        |
| 1989 | Тернер і Гуч                           | Turner & Hooch                                      | Так    | Ні       | Ні                   | Детектив Скотт Тернер | [ 32 ]        |
| 1990 | Джо проти вулкана                      | Joe Versus the Volcano                              | Так    | Ні       | Ні                   | Джо Бенкс | [ 33 ]        |
| 1990 | Багаття марнославства                  | The Bonfire of the Vanities                         | Так    | Ні       | Ні                   | Шерман МакКой | [ 34 ]        |
| 1992 | Радіо-пілот                            | Radio Flyer                                         | Так    | Ні       | Ні                   | Дорослий Майк / Оповідач (в титрах не вказано, камео)                                                                           | [ 35 ]        |
| 1992 | Їх власна ліга                         | A League Of Their Own                               | Так    | Ні       | Ні                   | Джиммі Дуган | [ 36 ]        |
| 1993 | Несплячі в Сієтлі                      | Sleepless in Seattle                                | Так    | Ні       | Ні                   | Сем Болдвін | [ 37 ]        |
| 1993 | Філадельфія                            | Philadelphia                                        | Так    | Ні       | Ні                   | Ендрю Бекетт | [ 6 ]         |
| 1994 | Форрест Ґамп                           | Forrest Gump                                        | Так    | Ні       | Ні                   | Форрест Ґамп | [ 38 ]        |
| 1995 | Аполлон-13                             | Apollo 13                                           | Так    | Ні       | Ні                   | Джим Ловелл | [ 39 ]        |
| 1995 | Історія іграшок М                      | Toy Story                                           | Так    | Ні       | Ні                   | Шериф Вуді (озвучка) | [ 40 ]        |
| 1996 | Те, що ти робиш!                       | That Thing You Do!                                  | Так    | Ні       | Режисер і сценарист  | Містер Вайт | [ 9 ]         |
| 1998 | Врятувати рядового Раяна               | Saving Private Ryan                                 | Так    | Ні       | Ні                   | Капітан Джон Х. Міллер | [ 41 ]        |
| 1998 | Вам лист                               | You've Got Mail                                     | Так    | Ні       | Ні                   | Джо Фокс | [ 42 ]        |
| 1999 | Історія іграшок 2 М                    | Toy Story 2                                         | Так    | Ні       | Ні                   | Шериф Вуді (озвучка) | [ 43 ]        |
| 1999 | Зелена миля                            | The Green Mile                                      | Так    | Ні       | Ні                   | Пол Еджкомб | [ 44 ]        |
| 2000 | Вигнанець                              | Cast Away                                           | Так    | Так      | Ні                   | Чак Ноланд | [ 45 ]        |
| 2002 | Моє велике грецьке весілля             | My Big Fat Greek Wedding                            | Ні     | Так      | Ні                   | Н/Д | [ 46 ]        |
| 2002 | Проклятий шлях                         | Road to Perdition                                   | Так    | Ні       | Ні                   | Майкл Салліван—старший | [ 47 ]        |
| 2002 | Впіймай мене, якщо зможеш              | Catch Me If You Can                                 | Так    | Ні       | Ні                   | Агент ФБР Карл Хенретті (прототип — агент Джозеф Ші)                                                                            | [ 48 ]        |
| 2004 | Замочити бабцю                         | The Ladykillers                                     | Так    | Ні       | Ні                   | Професор Г. Х. Дорр | [ 49 ]        |
| 2004 | У шоу тільки дівчата                   | Connie and Carla                                    | Ні     | Так      | Ні                   | Н/Д | [ 50 ]        |
| 2004 | Термінал                               | The Terminal                                        | Так    | Ні       | Ні                   | Віктор Наворскі | [ 51 ]        |
| 2004 | Елвіс вийшов з дому                    | Elvis Has Left The Building                         | Так    | Ні       | Ні                   | Елвіс з поштовою скринькою на голові (камео)                                                                                    | [ 52 ] [ 53 ] |
| 2004 | Полярний експрес М                     | The Polar Express                                   | Так    | Так      | Ні                   | Кондуктор / Хлопчик-Герой / Батько / Скрудж / Санта-Клаус / Гобо (озвучування і захоплення руху)                                | [ 54 ]        |
| 2005 | Подорож на місяць 3D IMAX-Д            | Magnificent Desolation: Walking on the Moon 3D      | Ні     | Так      | Сценарист і оповідач | Н/Д | [ 55 ]        |
| 2006 | Код да Вінчі                           | The Da Vinci Code                                   | Так    | Ні       | Ні                   | Професор Роберт Ленґдон | [ 56 ]        |
| 2006 | Тачки М                                | Cars                                                | Так    | Ні       | Ні                   | Машина-Шериф Вуді (камео, озвучка)                                                                                              | [ 57 ]        |
| 2006 | Лихо мурашине                          | The Ant Bully                                       | Ні     | Так      | Ні                   | Н/Д | [ 58 ]        |
| 2006 | Потрапити в десятку                    | Starter for 10                                      | Ні     | Так      | Ні                   | Н/Д | [ 59 ]        |
| 2007 | Еван Всемогутній                       | Evan Almighty                                       | Ні     | Так      | Ні                   | Н/Д | [ 60 ]        |
| 2007 | Війна Чарлі Вілсона                    | Charlie Wilson's War                                | Так    | Так      | Ні                   | Чарльз Вілсон | [ 61 ]        |
| 2007 | Сімпсони у кіно М                      | The Simpsons Movie                                  | Так    | Ні       | Ні                   | Озвучує себе, камео | [ 62 ]        |
| 2008 | Мамма Міа!                             | Mamma Mia!                                          | Ні     | Так      | Ні                   | Н/Д | [ 63 ]        |
| 2008 | Місто Ембер                            | City of Ember                                       | Ні     | Так      | Ні                   | Н/Д | [ 64 ]        |
| 2009 | Великий Бак Говард                     | The Great Buck Howard                               | Так    | Так      | Ні                   | Містер Гейбл | [ 65 ]        |
| 2009 | Моє велике грецьке літо                | My Life in Ruins                                    | Ні     | Так      | Ні                   | Н/Д | [ 66 ]        |
| 2009 | Ангели і демони                        | Angels & Demons                                     | Так    | Ні       | Ні                   | Професор Роберт Ленґдон | [ 67 ]        |
| 2009 | Там, де живуть чудовиська              | Where the wild things are                           | Ні     | Так      | Ні                   | Н/Д | [ 68 ]        |
| 2009 | Поза межами К                          | Beyond All Boundaries                               | Ні     | Так      | Оповідач             | Н/Д | [ 69 ]        |
| 2010 | Історія іграшок 3 М                    | Toy Story 3                                         | Так    | Ні       | Ні                   | Шериф Вуді (озвучка) | [ 70 ]        |
| 2011 | Гавайські канікули КМ                  | Hawaiian Vacation                                   | Так    | Ні       | Ні                   | Шериф Вуді (озвучка) | [ 71 ]        |
| 2011 | Ларрі Краун                            | Larry Crowne                                        | Так    | Так      | Режисер і сценарист  | Ларрі Краун | [ 72 ]        |
| 2011 | Мальки КМ                              | Small Fry                                           | Так    | Ні       | Ні                   | Шериф Вуді (озвучка) | [ 73 ]        |
| 2011 | Страшенно голосно і неймовірно близько | Extremely Loud and Incredibly Close                 | Так    | Ні       | Ні                   | Томас Шелл-молодший | [ 74 ]        |
| 2012 | Хмарний атлас                          | Cloud Atlas                                         | Так    | Ні       | Ні                   | Доктор Генрі Ґуз / Менеджер готелю / Айзек Сакс / Дермот Гоґґінс / Актор в фільмі «Страшний Суд Тімоті Кавендіша» / Захрі Бейлі | [ 75 ]        |
| 2012 | Веселозавр Рекс КМ                     | Partysaurus Rex                                     | Так    | Ні       | Ні                   | Шериф Вуді (озвучка) | [ 76 ]        |
| 2013 | Паркленд                               | Parkland                                            | Ні     | Так      | Ні                   | Н/Д | [ 77 ]        |
| 2013 | Капітан Філліпс                        | Captain Phillips                                    | Так    | Ні       | Ні                   | Капітан Річард Філліпс | [ 78 ]        |
| 2013 | Порятунок містера Бенкса               | Saving Mr. Banks                                    | Так    | Ні       | Ні                   | Волт Дісней | [ 79 ]        |
| 2015 | Міст шпигунів                          | Bridge of Spies                                     | Так    | Ні       | Ні                   | Джеймс Б. Донован | [ 80 ]        |
| 2015 | Ітака                                  | Ithaca                                              | Так    | Так      | Ні                   | Мистер Маколи | [ 81 ] [ 82 ] |
| 2016 | Моє велике грецьке весілля 2           | My Big Fat Greek Wedding 2                          | Ні     | Так      | Ні                   | Н/Д | [ 83 ]        |
| 2016 | Голограма для короля                   | A Hologram for the King                             | Так    | Так      | Ні                   | Алан Клей | [ 84 ]        |
| 2016 | Саллі                                  | Sully                                               | Так    | Ні       | Ні                   | Капітан Челсі «Саллі» Салленбергер                                                                                              | [ 85 ]        |
| 2016 | Каліфорнійська друкарська машинка Д    | California Typewriter                               | Так    | Ні       | Ні                   | Грає самого себе | [ 86 ]        |
| 2016 | Інферно                                | Inferno                                             | Так    | Ні       | Ні                   | Професор Роберт Ленґдон | [ 87 ]        |
| 2017 | Сфера                                  | The Circle                                          | Так    | Так      | Ні                   | Еймон Бейлі | [ 88 ] [ 89 ] |
| 2017 | Вотерґейт: Падіння Білого дому         | Mark Felt: The Man Who Brought Down the White House | Ні     | Так      | Ні                   | Н/Д | [ 90 ]        |
| 2017 | Секретне досьє                         | The Post                                            | Так    | Ні       | Ні                   | Бен Бредлі | [ 91 ]        |
| 2018 | Мамма Міа! 2                           | Mamma Mia! Here We Go Again                         | Ні     | Так      | Ні                   | Н/Д | [ 92 ]        |
| 2019 | Історія іграшок 4 М                    | Toy Story 4                                         | Так    | Ні       | Ні                   | Шериф Вуді (озвучка) | [ 93 ]        |
| 2019 | Чудовий день у нашому районі           | A Beautiful Day in the Neighborhood                 | Так    | Ні       | Ні                   | Фред Роджерс | [ 94 ]        |
| 2020 | Грейхаунд                              | Greyhound                                           | Так    | Ні       | Сценарист            | Командер Ернест Крауз | [ 95 ] [ 96 ] |
| 2020 | Новини світу                           | News of the World                                   | Так    | Так      | Ні                   | Капітан Джефферсон Кайл Кідд | [ 97 ]        |
| 2021 | Фінч                                   | Finch                                               | Так    | Ні       | Ні                   | Фінч | [ 98 ]        |
| 2022 | Елвіс                                  | Elvis                                               | Так    | Ні       | Ні                   | Полковник Том Паркер | [ 99 ]        |
| 2022 | Піноккіо                               | Pinocchio                                           | Так    | Ні       | Ні                   | Джепетто | [ 100 ]       |
| 2022 | Чоловік на ім'я Отто                   | A Man Called Otto                                   | Так    | Так      | Ні                   | Отто | [ 101 ]       |
| 2023 | Астероїд-Сіті                          | Asteroid City                                       | Так    | Ні       | Ні                   | Стенлі Зак | [ 102 ]       |
| 2024 | Тут і зараз                            | Here                                                | Так    | Так      | Ні                   | Річард Янг | [ 103 ]       |
| 2025 | Фінікійська схема                      | The Phoenician Scheme                               | Так    | Ні       | Ні                   | Ліланд |               |

Колір фону:
— позначає фільми, що їх іще не було випущено, але що вже перебувають на стадії знімання чи постпродакшену.
 Д — документальний фільм.
 К — короткометражний фільм.
 КМ — короткометражний мультфільм.
 М — мультфільм.
 IMAX-Д — документальний фільм, що його демонстрували тільки в IMAX.

## Телебачення
| Рік        | Назва                                                   | Назва                                              | Участь | Участь   | Участь              | Участь                                            | Епізод(и)                                                                             | Джерело                                 |
| Рік        | Українською                                             | Оригінальна                                        | Актор  | Продюсер | Інше                | Роль                                              | Епізод(и)                                                                             | Джерело                                 |
| ---------- | ------------------------------------------------------- | -------------------------------------------------- | ------ | -------- | ------------------- | ------------------------------------------------- | ------------------------------------------------------------------------------------- | --------------------------------------- |
| 1980       | Човен кохання                                           | The Love Boat                                      | Так    | Ні       | Ні                  | Рік Мартін                                        | Friends and Lovers/Sergeant Bull/Miss Mother                                          | [ 104 ]                                 |
| 1980-1982  | Нерозлучні друзі                                        | Bosom Buddies                                      | Так    | Ні       | Ні                  | Кіп/Баффі Вілсон                                  |                                                                                       | [ 105 ] [ 106 ]                         |
| 1982       | Лабіринти і монстри ТФ                                  | Mazes And Monsters                                 | Так    | Ні       | Ні                  | Роббі Вілінг                                      |                                                                                       | [ 107 ] [ 108 ]                         |
| 1982       | Таксі                                                   | Taxi                                               | Так    | Ні       | Ні                  | Гордон                                            | The Road Not Taken: Part 1                                                            | [ 109 ]                                 |
| 1982       | Щасливі дні                                             | Happy Days                                         | Так    | Ні       | Ні                  | Доктор Дуейн Твітчелл                             | A Little Case of Revenge                                                              | [ 110 ] [ 111 ]                         |
| 1983—1984  | Сімейні узи                                             | Family Ties                                        | Так    | Ні       | Ні                  | Нед                                               | - The Fugitive Parts 1 - The Fugitive Parts 2 - Say Uncle                             | [ 112 ] [ 113 ] [ 114 ]                 |
| 1985—2021  | Суботнього вечора в прямому ефірі                       | Saturday Night Live                                | Так    | Ні       | Ведучий             | Різні персонажі                                   | - 10 разів в якості ведучого (1985—2020) - 9 разів в якості гостя / камео (2001—2017) | [ 115 ] [ 116 ] [ 117 ] [ 118 ] [ 119 ] |
| 1992       | Байки зі склепу                                         | Tales from the Crypt                               | Так    | Ні       | Режисер             | Бакстер                                           | None but the Lonely Heart                                                             | [ 120 ]                                 |
| 1993       | Занепалі ангели                                         | Fallen Angels                                      | Так    | Ні       | Режисер             | Бідний хлопчик #1                                 | I'll Be Waiting                                                                       | [ 121 ]                                 |
| 1993       | Їхня власна ліга                                        | A League of Their Own                              | Ні     | Ні       | Режисер             | Н/Д                                               | The Monkey's Curse                                                                    | [ 122 ] [ 123 ]                         |
| 1998       | Із Землі на Місяць                                      | From the Earth to the Moon                         | Так    | Так      | Режисер і сценарист | Жан-Люк Деспонт                                   | - Le voyage dans la lune (актор) - Can We Do This? (режисер) - 4 епізода (сценарист)  | [ 124 ] [ 125 ] [ 126 ]                 |
| 2000       | Воєнний конфлікт Д                                      | Shooting War: World War II Combat Cameramen        | Ні     | Ні       | Оповідач            | Н/Д                                               |                                                                                       | [ 127 ]                                 |
| 2001       | Брати по зброї Міні                                     | Band of Brothers                                   | Так    | Так      | Режисер і сценарист | Британський офіцер (камео)                        | - Crossroads (режисер) - Currahee (сценарист)                                         | [ 128 ] [ 129 ] [ 130 ] [ 131 ] [ 132 ] |
| 2001       | Ми залишися одні разом Д                                | We Stand Alone Together: The Men of Easy Company   | Ні     | Так      | Ні                  | Н/Д                                               |                                                                                       | [ 133 ]                                 |
| 2002       | Життя з Бонні                                           | Life with Bonnie                                   | Так    | Ні       | Ні                  | Грає самого себе                                  | What If                                                                               | [ 134 ]                                 |
| 2003       | Свобода. Наша історія                                   | Freedom: A History of US                           | Так    | Ні       | Ні                  | Авраам Лінкольн / Чарльз Е. Вуд / Даніель Бун     | 7 епізодів                                                                            | [ 135 ]                                 |
| 2006—2011  | Велике кохання                                          | Big Love                                           | Ні     | Так      | Ні                  | Н/Д                                               |                                                                                       | [ 136 ]                                 |
| 2010       | Тихий океан Міні                                        | The Pacific                                        | Ні     | Так      | Оповідач            | Н/Д                                               | 6 епізодів                                                                            | [ 137 ] [ 138 ]                         |
| 2011       | 30 потрясінь                                            | 30 Rock                                            | Так    | Ні       | Ні                  | Грає самого себе (камео)                          |                                                                                       | [ 139 ]                                 |
| 2013       | Вбивство Лінкольна ТФ                                   | Killing Lincoln                                    | Ні     | Ні       | Оповідач            | Н/Д                                               |                                                                                       | [ 140 ]                                 |
| 2013       | Історія іграшок: Страшилка ХСп                          | Toy Story of Terror!                               | Так    | Ні       | Ні                  | Шериф Вуді (озвучування)                          |                                                                                       | [ 141 ]                                 |
| 2013       | Вбивство президента Кеннеді Д                           | The Assassination of President Kennedy             | Ні     | Так      | Ні                  | Н/Д                                               |                                                                                       | [ 142 ]                                 |
| 2014, 2017 | Події минулого тижня з Джоном Олівером                  | Last Week Tonight with John Oliver                 | Так    | Ні       | Ні                  | Грає самого себе Персонаж в скетчі Wax Presidents | - The Lottery - Presidency of Donald Trump                                            | [ 143 ] [ 144 ]                         |
| 2014       | Шістдесяті ДМіні                                        | The Sixties                                        | Ні     | Так      | Ні                  | Н/Д                                               |                                                                                       | [ 145 ]                                 |
| 2014       | Олівія Кіттерідж Міні                                   | Olive Kitteridge                                   | Ні     | Так      | Ні                  | Н/Д                                               |                                                                                       | [ 146 ] [ 147 ]                         |
| 2014       | Найвеличніша подія в історії телебачення                | The Greatest Event in Television History           | Так    | Ні       | Ні                  | Грає самого себе (камео)                          |                                                                                       | [ 148 ]                                 |
| 2014       | Історія іграшок: Загублені в часі РСп                   | Toy Story That Time Forgot                         | Так    | Ні       | Ні                  | Шериф Вуді (озвучування)                          |                                                                                       | [ 149 ]                                 |
| 2015       | Сімдесяті ДМіні                                         | The Seventies                                      | Ні     | Так      | Ні                  | Н/Д                                               |                                                                                       | [ 150 ]                                 |
| 2016       | Вісімдесяті ДМіні                                       | The Eighties                                       | Ні     | Так      | Ні                  | Н/Д                                               |                                                                                       | [ 151 ]                                 |
| 2016       | Майя і Марті                                            | Maya & Marty                                       | Так    | Ні       | Ні                  | Джин-астронавт                                    | 1 епізод                                                                              | [ 152 ]                                 |
| 2017       | Дев'яності ДМіні                                        | The Nineties                                       | Ні     | Так      | Ні                  | Н/Д                                               |                                                                                       | [ 153 ]                                 |
| 2017       | Девід С. Пампкінс: Спеціальний хелловінський випуск ХСп | The David S. Pumpkins Animated Halloween Special   | Так    | Ні       | Ні                  | Девід С. Пампкінс (озвучування)                   |                                                                                       | [ 154 ]                                 |
| 2018       | 1968: рік, що змінив Америку ДС                         | 1968: The Year That Changed America                | Ні     | Так      | Ні                  | Н/Д                                               |                                                                                       | [ 155 ]                                 |
| 2018       | Двохтисячні ДМіні                                       | The 2000s                                          | Ні     | Так      | Ні                  | Н/Д                                               |                                                                                       | [ 156 ]                                 |
| 2019       | Епоха кіно ДМіні                                        | The Movies                                         | Так    | Так      | Ні                  | Н/Д                                               |                                                                                       | [ 157 ]                                 |
| 2020       | Сімейка Грін в місті                                    | Big City Greens                                    | Так    | Ні       | Ні                  | Грає самого себе (озвучування)                    | Cheap Show                                                                            | [ 158 ]                                 |
| 2020       | Мій подарунок: Різдвяний спецвипуск від Керрі Андервуд  | My Gift: A Christmas Special From Carrie Underwood | Ні     | Так      | Ні                  | Н/Д                                               |                                                                                       | [ 159 ]                                 |
| 2021       | 1883                                                    | 1883                                               | Так    | Ні       | Ні                  | Генерал Джордж Мід                                | Behind Us, A Cliff                                                                    | [ 160 ]                                 |
| 2024       | Володарі повітря Міні                                   | Masters of the Air                                 | Ні     | Так      | Ні                  | Н/Д                                               |                                                                                       | [ 161 ]                                 |

| ТФ Телевізійний фільм. Д Документальний фільм. Міні Міні-серіал. ДМіні Документальний міні-серіал. ДС Документальний серіал. | ХСп Хелловінський спецвипуск. РСп Різдвяний спецвипуск. |

## Музичні відео
| Рік  | Назва                         | Виконавець        | Посилання |
| ---- | ----------------------------- | ----------------- | --------- |
| 1987 | City of Crime                 | Ден Екройд        | [ 162 ]   |
| 1992 | This Used to Be My Playground | Мадонна           |           |
| 2015 | I Really Like You             | Карлі Рей Джепсен | [ 163 ]   |
| 2015 | Girls Night In                | Ріта Вілсон       | [ 164 ]   |